# Oezdemirus
Oezdemirus is een geslacht van insecten uit de orde vliesvleugeligen (Hymenoptera) en de familie Ichneumonidae.

## Soorten
- O. alternans (Brulle, 1846)
- O. famelicus (Cresson, 1868)
- O. gracilentissimus (Dalla Torre, 1902)
- O. intentus (Cresson, 1873)
- O. salvini (Cameron, 1885)
- O. teres (Cresson, 1868)
- O. trunculentus (Cameron, 1885)